# Sadegh Goudarzi
Pour l’article homonyme, voir Goudarzi.
Sadegh Saeed Goudarzi, né le 22 septembre 1987 à Malayer, est un lutteur libre iranien.
Le 10 août 2012, il devient vice-champion olympique de lutte libre en moins de 74 kg, après avoir été battu en finale par l'Américain Jordan Burroughs.

## Palmarès

### Jeux olympiques
- Médaille d'argent en catégorie des moins de 74 kg aux Jeux olympiques d'été de 2012 à Londres

### Championnats du monde
- Médaille d'argent en catégorie des moins de 74 kg aux Championnats du monde de lutte 2010 à Moscou
- Médaille d'argent en catégorie des moins de 74 kg aux Championnats du monde de lutte 2011 à Istanbul
- Médaille de bronze en catégorie des moins de 74 kg aux Championnats du monde de lutte 2009 à Herning

### Jeux asiatiques
- Médaille d'or en catégorie des moins de 74 kg aux Jeux asiatiques de 2010 à Guangzhou

### Championnats d'Asie
- Médaille d'or en catégorie des moins de 74 kg aux Championnats d'Asie de lutte 2009 à Pattaya
- Médaille d'or en catégorie des moins de 74 kg aux Championnats d'Asie de lutte 2012 à Gumi